# Asplenium tuerckheimii
Asplenium tuerckheimii är en svartbräkenväxtart som beskrevs av William Ralph Maxon. Asplenium tuerckheimii ingår i släktet Asplenium och familjen Aspleniaceae. Inga underarter finns listade.